# SMS Leitha (1871)
Le SMS Leitha était un monitor construit par l'Autriche-Hongrie à partir de 1870.